# Antonio Falomi
Antonio Falomi, detto Antonello (Roma, 12 agosto 1943), è un politico italiano.

## Biografia

### Attività politica
Laureato in chimica, s'iscrisse al Partito Comunista Italiano e ne divenne dirigente: fu tra l'altro consigliere comunale ed assessore al bilancio a Roma. 

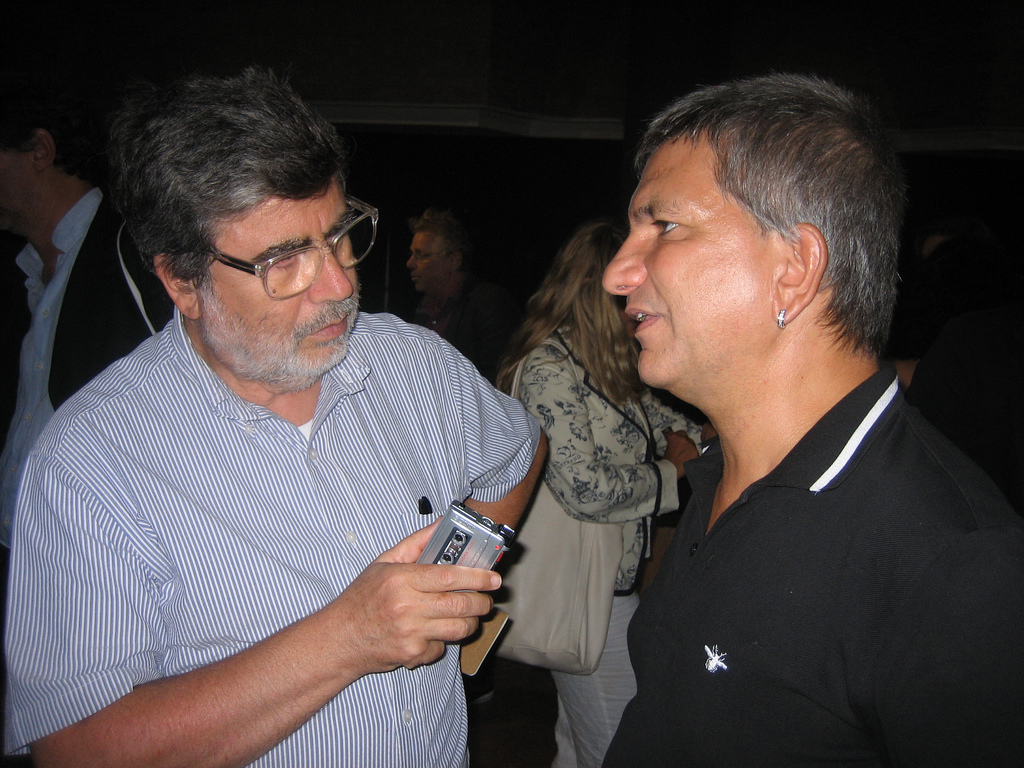
Antonio Falomi intervista Nichi Vendola

In un primo momento accettò la svolta della Bolognina che trasformò il PCI in Partito Democratico della Sinistra e con il PDS fu eletto senatore nel 1994 e nel 1996. Confermò il suo seggio al Senato della Repubblica anche al termine delle elezioni politiche del 2001.
Vicepresidente del gruppo diessino a Palazzo Madama,  in dissenso sul sostegno all'intervento militare in Iraq, il 10 febbraio 2004 lasciò i Democratici di Sinistra. Promosse la Lista Di Pietro - Occhetto, con la quale si candidò alle elezioni europee del 2004.
Il 9 luglio 2005 fu tra i fondatori di Uniti a Sinistra, avvicinandosi al PRC.
Alle elezioni politiche del 2006 approdò a Montecitorio, venendo eletto, come indipendente,deputato con Rifondazione Comunista nella circoscrizione Calabria.
Attualmente ricopre l'incarico di Presidente dell'Associazione ex parlamentari.